# Csurgalékvíz-kezelő rendszer
Az anaerob folyamatok következtében csurgalékvízzel találkozhatunk, ami a területre eső csapadékból, és a növényi hulladékok nedvességtartalmából tevődik össze.
A kommunális eredetű hulladékot gyűjtő lerakókban, biológiai és kémiai úton lebontható nagyszámú szerves hulladékot tartalmaznak az anyagok. Így az összmennyiség körülbelül 40%-a papír, míg másik 30%-a növényi eredetű anyagok. A hulladék belsejében az anaerob viszonyé a főszerep, mert a kevés levegőt a baktériumok gyorsan elhasználják. Mivel a levegő, a felhalmozott hulladékok között megreked. Az anaerob tevékenység során széndioxid (CO2), metán (CH4), ammónia (NH3) és víz (H2O) képződik. 
A keletkező csurgalékvíz a csurgalékvíz aknából gravitációsan jut el a csurgalékvíz medencébe. A csurgalékvíz akna lehetővé teszi a vízkormányzást, tehát az aknába jutó csapadék és csurgalékvizek szétválasztását. Ezt az akna megfelelő szerelvényezésével lehet kivitelezni (tolózárak, kivető köztes csövek). A medence pufferolási célokat is egyaránt szolgál. A gravitációs kifolyást a medencébe elhelyezett vízszintérzékelő szabályozza, figyeli.
A gyűjtőmedence szigetelése megegyezik a hulladéklerakó terület műszaki védelmével. A pufferolásra kerülő csurgalékvíz mennyiség meghatározása a keletkező csurgalékvíz és a pufferolási idő függvényében történik.

## A csurgalékvíz elhelyezése, ártalmatlanítása két módon megoldható
- A lerakott hulladékra való visszalocsolás
- Előkezelés, és az azt követő elhelyezés

## A csurgalékvíz előkezelés fokozatai
A csurgalékvíz előkezelés érdekében a csurgalékvíz medencéhez csatlakoztatva egy átemelő akna épül, amelybe telepített szivattyú juttatja a csurgalékvizet a telepített konténeres előkezelő üzembe. A csurgalékvíz előkezelő műben a működő, szigetelt hulladéklerakóban keletkező csurgalékvizek minőségi jellemzői alapján a csurgalékvíz előkezelés fokozatai az alábbiak lehetnek:
- pH beállítás
- intenzív oxidáció
- fémek kicsapatása
- ülepítés
- szűrés

## Csurgalékvíz monitoring
A szivárgó rendszerek ellenőrzésénél külön kell választani az aljzatszigetelő rendszerhez tartozó szivárgó-gyűjtő rendszert, és a depónia lezárását biztosító záró szigetelőrendszerhez tartozó szivárgó rendszer ellenőrzését. Az ellenőrzési és megfigyelési eljárásokat, valamint a nyilvántartási kötelezettséget az üzemeltetési és utógondozási fázisban a '22/2001. (X.10.) KÖM' rendelet tartalmazza.